# Menggie Cobarrubias

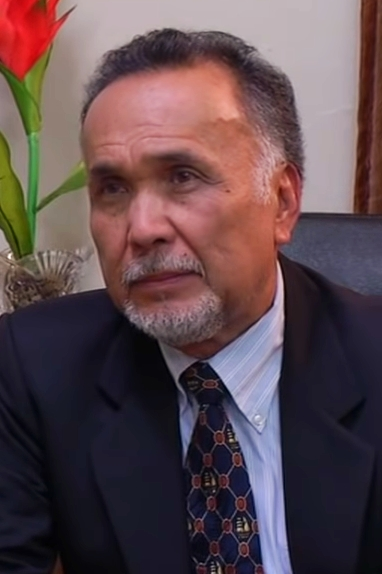
Menggie Cobarrubias, 2017

Domingo „Menggie“ Cobarrubias (* 10. August 1953; † 26. März 2020 in Alabang, Muntinlupa) war ein philippinischer Schauspieler.

## Leben
Menggie Cobarrubias war seit Ende der 1970er-Jahre regelmäßig als Schauspieler beschäftigt. In seiner Karriere wirkte er in fast 200 Film- und Fernsehproduktionen mit. Mit seiner Darstellung des Sonny Gaston in dem von Lino Brocka inszenierten Thriller Jaguar hatte er 1979 seinen großen nationalen Durchbruch. Für diese Darstellung wurde er mit dem nationalen Filmpreis Gawad Urian als Bester Nebendarsteller ausgezeichnet.
Im März 2020 wurde Cobarrubias wegen Kurzatmigkeit, Gliederschmerzen und schlechter Blutwerte ins Asian Hospital and Medical Center eingewiesen. Am 26. März starb er im Alter von 66 Jahren an den Folgen einer Lungenentzündung. Man vermutete zunächst, er habe sich mit dem Denguefieber angesteckt. Fünf Tage nach seinem Tod entdeckte man bei ihm eine SARS-CoV-2-Infektion. Er hinterließ eine Frau und einen gemeinsamen Sohn.

## Filmografie (Auswahl)
- 1979: Jaguar
- 1998: Bata, Bata… Pa'no Ka Ginawa?
- 2006: Mano Po 5: Gua Ai Di
- 2007: Paano Kita Iibigin
- 2009: Manila
- 2014: Mauban: Ang Resiko
- 2016: Hele Sa Hiwagang Hapis
- 2017: Wildflower (Fernsehserie)